# Férjek gyöngye
A Férjek gyöngye (The King Of Queens) Emmy-díjat kiérdemelt amerikai helyzetkomédia sorozat, mely 1998-tól 2007-ig 9 évadon át szórakoztatta a közönséget. A sorozat producere a Hanley Productions és a CBS Productions. A forgatás a Sony Pictures Studios Culver City, California stúdiójában történt.

## Összefoglalás
Doug és Carrie Heffernan (Kevin James és Leah Remini) New York Queens negyedében, a Rego Parkban laknak, Carrie különc apjával, Arthur Spoonerrel (Jerry Stiller).

Doug egy csomagszállítmányozó cégnél (IPS) sofőrként keresi a kenyerét. Minden vágya az, hogy Carrievel, a feleségével több időt tudjon eltölteni. Carrie egy ügyvédi irodánál titkárnőként dolgozik Manhattan belvárosában, később egy ingatlanügynökségnél lesz titkárnő. Az életüket bonyolítja Arthur, akit lecsillapítani csak a kutyasétáltatással foglalkozó Holly (Nicole Sullivan) képes, ő kíséri el sétálni a közeli parkba a kutyákkal együtt.

Doug együtt szokott lógni a jó tanácsokat osztogató Deacon Palmerrel (Victor Williams), Spence Olchinnel (Paton Oswalt), Richie Iannuccival (Larry Romano) és az unokatestvérével Danny Heffernannal (Gary Valentine). Spence nevű pancser barátja Star Trek rajongó, aki ha nővel találkozik állandóan zavarba jön. Deacon Palmer Doug legjobb barátja, gyakran mennek együtt Knicks meccsekre, vagy csak együtt lógnak Spence-szel, Richie-vel vagy Danny-vel.

Amikor Carrie és Doug valamilyen jó és hasznos cselekedetet akarnak végrehajtani (például ha jótékonykodnak, vagy segítenek egy ismerősüknek munkát találni), megpróbálnak elsimítani gondokat, vagy kimenteni magukat bonyodalmakból, esetleg számukra hasznos dolgokba vágnak (például eladnak egy házat, szétszakítanak két párt, vagy befektetnek a tőzsdén) rendszerint a cselekmény teljesen rossz irányba fordul, legtöbb esetben az epizód végére szereplőinket ugyanabban a helyzetben találjuk, mint az epizód elején.

A legtöbb helyzetkomédiától eltérően számos epizódban a fő konfliktus megoldatlan marad a végére. Az epizódok, felvázolva egy szituációt, egy nehéz, fogas kérdéssel indulnak, azonban általában ennek a későbbiekben semmiféle hatása nem lesz az epizód cselekményfolyamára. Az epizódok végét többnyire egy rövid humoros jelenet zárja, ami legtöbbször kapcsolódik a fő cselekményhez.

Legtöbb epizód Heffernanék házában játszódik, esetleg Doug munkahelyén az IPS-nél, barátaival és munkatársaival. Az utcai jelenetek New York különböző kerületeiben, míg a többi jelenet Kaliforniában lettek felvéve.

## Szereposztás

### Főszereplők
- Doug Heffernan (Kevin James): Doug egy átlagos csomagszállító munkás, aki vajszívű és bizonyos téren éretlen benyomást kelt. Szerencsétlenségét gyakran fokozza a kifejletlen mesterkéltsége és a különböző ételek szeretete. Mivel a felesége, Carrie rendszeresen parancsolgat neki, így trükkös, cselszövéses megoldásokhoz kénytelen fordulni, hogy elérje, amit akar, ez azonban örökös civakodást okoz közte és Carrie között. Dougnak a zsíros ételek fogyasztásával kapcsolatos szófogadatlansága is egy mindennapos ellentét közöttük. Általában véve szívesen néz sportműsort és szeret pókerezni a barátaival. Ellentétben más helyzetkomédiák házas főszereplőjével, Doug ritkán vonzódik más nőkhöz.
- Carrie Heffernan (Leah Remini): Carrie Doug gyönyörű, csípős megjegyzéseiről híres, éles nyelvű felesége. Bár soha sem járt főiskolára, keményen dolgozik mint jogi tanácsadói titkárnő. Carrie féktelen vásárlása is gyakran vita tárgya. Többször okoz bosszúságot Dougnak a folyamatos próbálkozásaival, hogy a kapcsolatukat és mindennapi életüket romantikussá és értelmessé tegye, valamint, hogy diétára vegye rá. Nagyon képmutató, állandóan nyomás alatt tarja Dougot, hogy többet adjon magából és tökéletesítse viselkedését, miközben ugyanolyan gátlástalan, mint ő. Carrie kemény jellem, Holly és Doug csak félve mernek véleményt mondani róla (főleg ha rossz hangulatban van) és ahogyan visszaemlékezünk egy korábbi epizódra, rájött, hogy annál inkább boldogabb, minél inkább szomorúak a körülötte élők (elmondása szerint sohasem volt igazán boldog). Carrie legjobb barátnője Kelly Palmer, Deacon felesége.
- Arthur Spooner (Jerry Stiller): Carrie megözvegyült édesapja, a család igazi csodabogara. Heffernanék házának pincéjében él, mert az első epizódban a saját házát véletlenül felgyújtotta. Arthurra jellemzőek a hirtelen hangulatváltások és érzelmi kitörések. Egy rakás vitatható történetet mesél el, amelyek állítólag megtörténtek vele. Gyakran bosszant fel másokat a folyamatos bohóckodásával, őrültségeivel és ellenszenves viselkedésével. Carrienek és Dougnak sokszor komoly problémát jelent, hogy kettesben legyenek egy kis időre, ugyanis Arthur mindig útban van. Az összes rossz tulajdonsága ellenére Arthur szíve aranyból van, Dougnak vagy Carrienek hamar bűntudata lesz, ha üvöltözik vele. Arthur Doug barátaiban is csak a bajt keresi. Előszeretettel csipkelődik Spence-szel, de (sikertelenül) próbálkozik Deacon-nel is, aki gyakran hívja őt "öregembernek".
- Deacon Palmer (Victor Williams): Doug legjobb barátja, Deacon a hidegfejűbb és felelősségteljesebb kettejük közül, azonkívül a megtestesült "családapa". Magas és atlétikus testalkatú. Deaconnek és a feleségének, Kellynek két fia van, Major és Kirby. Deacont sokszor látjuk lógni Douggal, akár a munkahelyi ebédszünetben, akár a hétvégén, vagy akár a családi összejöveteleken. Annak ellenére, hogy gyakran fordulnak elő vele családi problémák, mindig jut ideje arra, hogy kikapcsolódjon, szórakozzon. Több epizódban említést nyert, hogy Deacon a Queensben lévő St. John’s egyetemre járt, azonban annak elvégzésére nem történt utalás.
- Spence Olchin (Patton Oswalt): Spence Doug egy másik barátja, gyakran a baráti társaság hülyéjeként van kipécézve. Nem elég, hogy nagyon paranoiás, sci-fi és képregény összejöveteleken szokott részt venni, ahova barátai biztos nem mennének. Albán ősöktől származik és metrójegyeket árul. Az egyik epizódban ő Deacon és Kelly gyerekeinek felügyelője. Spence alakja a legtragikusabb a sorozatban. Tanúbizonyságot tesz arról, hogy milyen intelligens és milyen tehetséges a különböző elmélkedésekben, ezzel szemben kísérti a családi história, a zsarnoki és labilis anyja, valamint képtelen kiállni saját jogaiért.
- Holly Shumpert (Nicole Sullivan): Holly egy jókedvű, de bizonytalan kutyasétáltató, akit Doug és Carrie fogadott fel, hogy sétáljon Arthurral. Általában csak annyit látni, hogy beugrik Arthurért, pedig a Heffernan család egyik barátja. Sokszor mutatja a sorozat egy kicsit furcsa lánynak a szokásai és a férfipartnerei miatt (említsük meg például a nyíltan bevallott részegeskedéseit). Az egyik epizódban Holly (miután felmerül az a tény, hogy nem talál fiút magának) azt kérdezi Carrietől: "Mit csinálok rosszul? Pénzt adok nekik, hagyom, hogy a házamban lakjanak." Mindamellett Holly nagyon udvarias, főleg ha Arthur bohóságait kell elviselnie.

### Mellékszereplők
- Kelly Palmer (Merrin Dungey, 1998-2001; 2003-2007): Kelly Carrie legjobb barátnője, Deacon szeretetreméltó, halk szavú felesége, két gyermeke van. Kelly és Deacon átesnek egy-két nagyobb családi válságon, amelyek sokkal komolyabbak, mint Doug és Carrie apró vitatkozásaik. Deacon megemlíti, hogy Kelly egyszer fejbevágta egy serpenyővel.
- Danny Heffernan (Gary Valentine, Kevin James testvére): Danny Doug unokatestvére, többször látni őt együtt tespedni Douggal, Spence-szel és Deaconnel. A sorozat elején Doug nem igazán kedvelte unokaöccsét, nem álltak túl közel egymáshoz. A sorozat folyamán haverok lettek, általában együtt tölti a szabadidejét Deaconnel és Spence-szel. Danny ráadásul Spence lakótársa is lesz egy bérházban. Kettőjük kapcsolata gyakran úgy néz ki, mintha egy romantikus párkapcsolat lenne, sőt ugyanúgy veszekednek, mint a házastársak. Egyszer valóban összeházasodnak, hogy megkaphassanak egy ingyen televíziót egy kiárusításon, és ekkor jönnek rá, hogy csak házastársi kapcsolat az igazi párkapcsolat. Dannynek volt egy pizzázója, amúgy elvált. Volt egy beceneve „Tömzsi” („Stumpy”), amit Doug aggatott rá. Ahogyan két epizódban is láthattuk: Danny asztmás, inhalátort használ. Gary Valentine és Kevin James a valóságban testvérek. Színészként mindketten új vezetéknevet találtak ki maguknak, Valentine az édesapjuk középső neve.
- Lou Ferrigno (saját maga, 2000-2007): Ferrignot a Hihetetlen Hulk című film főszerepéből ismerhetjük. Ferrigno és felesége Heffernanék szomszédjai. Visszatérő poén a sorozatban, hogy a szomszédok (beleértve Heffernanékat is) mindig feszélyezve érzik magukat mellette, és ez az agyára megy.
- Richi Ianucchi (Larry Romano, 1998-2001): Richie volt Doug egyik legközelebbi barátja, azonban hamarosan ki is írták a sorozatból, ugyanis Romano egy másik sorozatban kívánt tovább dolgozni. A harmadik évadban már csak egy epizódban szerepelt. Doug barátai közül Richiet úgy ismerhettük meg, mint a nők bálványa, még azt is bevallotta, hogy együtt aludt Doug húgával. Richie tűzoltó a New York-i tűzoltóságnál.
- Sara Spooner (Lisa Rieffel, 1998): Sara volt Carrie felelőtlen, színésznőnek tanuló húga. A szereplő csak öt epizódban szerepelt, aztán minden előzmény nélkül eltűnt és soha nem is említették újra. Amikor a sorozat elkezdett népszerűvé válni, interjúk során megkérdezték Kevin Jamest, hogy hova tűnt Sara. James elmagyarázta, hogy a producerek nem találtak egy cselekményt sem, hogy felhasználják Rieffel karakterét, így felhagytak a szereplővel. Azokban az epizódokban, ahol egyáltalán feltűnik, a karakter nem sokat szerepel, kivéve az első epizódot, amelyiknek majdnem a felében látható. Későbbi epizódok párbeszédeiben úgy halljuk, hogy Carrie egyke gyermek volt, tehát Sara Spooner soha sem létezett.

### Kisebb szerepek
- Stephanie Heffernan, Doug húga (Ricki Lake)
- Veronica Olchin, Spence édesanyja (Grace Zabriskie/Anne Meara)
- Doug Pruzan, Carrie egykori közvetlen főnöke a Kaplan, Hornstein & Steckler ügyvédi irodában (Alex Skuby)
- Joe Heffernan, Doug édesapja (Dakin Matthews)
- Janet Heffernan, Doug édesanyja (Jenny O'Hara)
- Supervisor Patrick O'Boyle, Doug főnöke (Sam McMurray)
- Carla Ferrigno, Lou Ferrigno felesége (2000-2007): saját maga
- Denise Ruth Battaglia, Spence barátnője (Rachel Dratch)
- Mr. Kaplan (Carrie egykori főnöke) és Mr. Kaufman (Carrie új főnöke) (Victor Raider-Wexler)
- Kirby Palmer (Omari Lyles/Marshaun Daniel/Philip Bolden)
- Major Palmer (Desmond Roberts/Austin Astrup)
- fiatalkori Doug (Tyler Hendrickson)
- McAndrew atya, pap a Heffernanék látogatta templomban (Joe Flaherty)
- Tim Sacksky, Heffernanék szomszédja (Bryan Cranston): rejtélyes módon újra feltűnt egy epizódban, azok után, hogy átverte Dougot a vízszűrős piramisjátékkal. Ezután soha többet nem hallunk Sacksky-ék felől.
- Dorothy Sacksky, Heffernanék szomszédja (Dee Dee Rescher)
- Mike Ross (Michael Lowry)
- Debi Ross (Marcia Cross)
- Mickey (Ford Rainey), Arthur egyik barátja
- Kim, Carrie munkatársa a Kaplan, Hornstein & Steckler ügyvédi irodában (Melissa Chan)
- Amy, Carrie munkatársa a Kaplan, Hornstein & Steckler ügyvédi irodában (Christine Gonzales)
- George Barksdale (Gerry Black)
- Stu, Doug nagybácsikája és Danny édesapja (Gavin MacLeod)
- Jimmy, Doug munkatársa az IPS-nél (Jimmy Shubert)
- Duke, Doug egy másik munkatársa (Steve Tancora)
- Georgia Boone, Carrie főnöke (Lisa Banes)
- Marc "Shmenkman" Shropshire (Sean O'Bryan)
- Abby "Shmenkman" Shropshire (Elisa Taylor)
- Rico (Angelo Pagan, Leah Remini férje), az IPS-nél Doug munkatársa, mindenkit "Jack"-nek szólít.

### Vendégszereplők
- Ray Romano, mint Ray Barone a 109. epizódban: "Road Rayge", a 119. epizódban: "Rayny Day", a 208. epizódban: "Dire Strays" és a 810. epizódban: "Raygin Bulls"
- Brad Garrett, mint Robert Barone a 109. epizódban: "Road Rayge"
- Peter Boyle, mint Frank Barone ugyancsak a 109. epizódban: "Road Rayge"
- Donny Osmond, a 110. epizódban: "Supermarket Story" és a 217. epizódban: "Meet By-Product"
- Steve Schirripa, a 116. epizódban: "S'Ain't Valentine's"
- Doris Roberts, mint Marie Barone a 119. epizódban: "Rayny Day"
- Julie Benz, a 120. epizódban: "Train Wreck"
- Erik Per Sullivan, a 202. epizódban: mint a fiatal Arthur
- Patricia Heaton, mint Debra Barone a 208. epizódban: "Dire Strays"
- Jason Packham, mint Eric a 208. epizódban: "Dire Strays" és mint "Rick" a 713. epizódban: "Gorilla Warfare" (Ő Nicole Sullivan férje.)
- Robert Klein, a 211. epizódban: "Sparing Carrie"
- Florence Henderson, a 308. epizódban: "Dark Meet"
- Eric Roberts, a 314. epizódban: "Paint Misbehavin´"
- Pat Sajak, a 317. epizódban: "Inner Tube"
- Vanna White, a 317. epizódban: "Inner Tube"
- Gavin MacLeod, a 323. epizódban: "S'no Job" és a 418. epizódban: "Hero Worship"
- Chris Elliott, a 408. epizódban: "Lyin' Hearted" és a 817. epizódban: "Buggie Nights"
- Eddie Money, mint saját maga a 423. epizódban: "Eddie Money"
- William Hurt, mint pszichológus a 425. epizódban: "Shrink Wrap"
- Ben Stiller, mint a fiatal Arthur apja a 425. epizódban: "Shrink Wrap"
- Shelley Berman, az 522. epizódban (April 28, 2003): "Queens'bro Bridge", mint Skitch (Arthur féltestvére)
- Judge Reinhold, a 607. epizódban: "Secret Garden"
- Janeane Garofalo, a 615. epizódban: "Cheap Saks"
- Jon Favreau, a 618. epizódban: "Trash Talker"
- Craig Gass, a 704. epizódban: "Entertainment weekly"
- Burt Reynolds, a 714. epizódban: "Hi, School"
- Adam West, a 806. epizódban: "Shear Torture"
- Kirstie Alley, a 814. epizódban: "Apartment Complex"
- Robert Goulet, a 818. epizódban: "Sold-Y Locks"
- Huey Lewis, a 821. epizódban: "Hartford Wailer"
- Todd Zeile, a 904. epizódban: "Major Disturbance"
- Adam Sandler, a 909. epizódban: "Mild Bunch"
- Tucker Carlson, a 910. epizódban: "Manhattan Project"
- Lainie Kazan, a 910. epizódban: "Manhattan Project" és a 912. epizódban: "China Syndrome"

## A sorozat fináléja
A Férjek gyöngye sorozatnak a 9. évadban lett vége, az utolsó, "China Syndrome" című, közel egyórás epizódot 2007. május 14-én vetítették. Ebben a részben Doug és Carrie adoptál egy kínai származású kisbabát és születik egy közös babájuk is.

## Érdekességek
- A legtöbb (angol) epizód cím két szó kombinációjából álló szójáték. Más esetekben valódi vagy fiktív emberek nevei. Egyedüli kivétel az első epizód címe.
- A "Szeretünk Raymond" sorozat összes főszereplőjét láthatjuk a sorozatban. Romano négy alkalommal is szerepel a sorozatban, míg a többiek csak egy-egy alkalommal. Habár a "Szeretünk Raymond" sorozat korai epizódjaiban Kevin James "Kevin"-t játszotta, mint sportriporter kollégát, a későbbi epizódokban már "Doug"-ként láthatjuk kisebb, rövidebb szerepekben. Leah Remini sohasem szerepelt a "Szeretünk Raymond" sorozatban.
- A teljes Stiller családot láthatjuk a sorozat különböző epizódjaiban, így Jerry Stiller-t, Ben-t, Amy-t és Anne Meara-t.
- Kevin James elérte, hogy a CBS 500 000 dollárt fizessen neki epizódonként a 2005-2006-os évadban.
- A Férjek gyöngyét tartották műsoron a legtovább az 1990-es években kezdődött helyzetkomédia sorozatok közül.
- Ez a sorozat a televíziózás történetében a 12. leghosszabb helyzetkomédia sorozat.
- A sorozatot először az NBC televíziós társaságnak ajánlották fel, de olyan változtatásokat kértek, amelyekbe a producerek nem egyeztek bele, ezért fordultak a CBS-hez.
- A sorozat főcímzenéjét Billy Vera és zenekara, a The Beaters játssza, először a második évadban mutatkoztak be.
- A főcímzenének két változata készült el, az egyiknek egy kicsit gyorsabb a ritmusa.
- Az első évadban a sorozat elején egy animált metrókocsi volt látható, amely megállt egy állomáson, az állomás falát a sorozat eredeti logóját ábrázoló poszterek borították. Amikor az egyik poszter leesett, láthatóvá vált a sorozat szerzőinek (Michael J. Weithorn és David Litt) neve. A címzene ekkor még akusztikus volt.
- Az utolsó évad promóciója során a CBS kismértékben megváltoztatta a háttérzeneként használt Luna Halo számot ("The Kings and Queens") és a refrén ekkor már a sorozat címével egyezett meg.
- A 8. évad 6. epizódjában van egy jelenet, amely egy metróbejáratot mutat. A bejárat fölött látható egy poszter, amelyik a Ricki Lake Show-t hirdeti. A sorozatban Ricki Lake játszotta Doug húgát.
- A sorozatban visszatérő szereplő Lou Ferrigno testépítő is. Először a 3. évad 11. epizódjában láthatjuk.